# Нереальная политика
«Нереальная политика» — общественно-политическое ток-шоу, которое выходило в эфир с 17 марта 2009 по 5 ноября 2011 года. Ведущие — Тина Канделаки и Андрей Колесников. Изначально она стартовала в сети и за несколько месяцев своего существования стала самым популярным ток-шоу в Интернете. Через полгода существования в Рунете «Нереальная политика» была куплена РЕН ТВ, а осенью 2010 года в обновленном формате вышла в эфире НТВ.

## Описание
Программа «Нереальная политика» сначала была запущена в 2008 году в Интернете. В ней принимали участие звезды разной величины, которые вместе с ведущими Тиной Канделаки и Андреем Колесниковым рассуждали о политике.
Идея создания программы принадлежит Василию Бровко. Благодаря концепции PR-продвижения, разработанной компанией «Апостол», «Нереальную политику» за полгода в сети посмотрело более 5 миллионов человек. О программе постоянно писали в блогах и СМИ, один выпуск за неделю просматривали в среднем от 150 до 300 тысяч человек.
«Сама идея заставить говорить и размышлять о политике тех людей, которые раньше этого никогда не делали, и которым это вообще не могло прийти в голову, оказалась уникальной и интересной. За время существования программы вышло 73 выпуска, а общее число просмотров на Youtube.ru и Rutube.ru составило почти 5 млн 385 тыс.», — говорит Тина Канделаки.
Создатели «Нереальной политики» запустили передачу сначала в Интернете, оценили реакцию зрителей, исправили ошибки и затем в 2009 году продали права на трансляцию телеканалу РЕН ТВ — это стало первым в России случаем перехода интернет-проекта на телевидение. Таким образом, «Нереальная политика» дала начало новому тренду — интернет-пилоту.
Тина Канделаки вспоминает: «На ТВ мы вышли уже с готовым продуктом, у которого уже была своя аудитория, уникальный контент и высокая узнаваемость бренда».
Осенью 2010 года «Нереальная политика» вышла на НТВ. Переход программы на другой канал повлек за собой существенные изменения в формате. Изначально к разговору о политике Тина Канделаки и Андрей Колесников приглашали актеров, звезд шоу-бизнеса и телевидения. В новом формате было решено приглашать экспертов — политиков и общественных деятелей. За последний год программу посетили глава Чечни Рамзан Кадыров, председатель ЦИК Владимир Чуров, губернатор Кировской области Никита Белых, миллиардер Михаил Прохоров, заместитель мэра Москвы Владимир Ресин, министр образования и науки РФ Андрей Фурсенко. Опять же все проходило в формате непринужденной беседы — «без галстука».
По данным TNS Gallup, доля «Нереальной политики», выходившей на НТВ, составляла 8,3 % в сентябре и 8,9 % в октябре. Программа уверенно держалась на четвертом месте в категории общественно-политических передач, уступая только «Вестям недели» на «России-1», программе «Время» на «Первом канале» и итоговому выпуску «Сегодня» на НТВ.
7 ноября 2011 года стало известно, что «Нереальная политика» не будет больше выходить на НТВ — решение о её закрытии принял ведущий Андрей Колесников.

## Ведущие
Тина Канделаки — телеведущая, продюсер и общественный деятель. Совладелец компании «Апостол». Обладательница трех премий «ТЭФИ» (две награды были присуждены за программу «Самый умный» в 2003 и 2009 годах, одна — за ток-шоу «Детали» в 2006 году). Создатель, инвестор и модератор проекта «Умная школа».
Андрей Колесников — российский журналист, публицист. Лауреат национальной премии «Элита», обладатель премии «Золотое перо России», номинант премии А. Д. Сахарова. Вместе с Наталией Геворкян и Натальей Тимаковой в 2000 году подготовил книгу-интервью с В. В. Путиным «От первого лица». Является автором многочисленных статей о В. В. Путине. Главный редактор журнала «Русский Пионер».
Василий Бровко — российский предприниматель и продюсер. Совладелец компании «Апостол». Автор идеи и создатель таких значимых медиа-проектов как «Пионерские чтения», интернет-канал «PostTV», социальная сеть «Face.ru», программа «Инфомания», «Правильный выбор», «Москва 24/7» и другие.

## Гости
Гостями программы становились актёры, звёзды шоу-бизнеса и телевидения: Гарик Харламов, Алексей Панин, Гарик Сукачёв, Анастасия Волочкова, Валерий Меладзе, Виктория Лопырёва, Наташа Королёва и многие другие. Звёзды выступают в непривычном для себя амплуа — рассуждают о форуме в Давосе, о ценах на бензин, о расколе в Евросоюзе.
В обновленном формате на НТВ в программе «Нереальная политика» принимали участие политики и общественные деятели: Сергей Доренко, Рамзан Кадыров, Владимир Чуров, Никита Белых, Михаил Прохоров, Владимир Ресин, Евгений Чичваркин, Андрей Фурсенко. Приглашали по старой доброй традиции и звезд эстрады, кино и бизнеса — Илью Лагутенко, Никиту Михалкова, Деми Мур и Эштон Кутчер.

## Критика
На стадии запуска Анатолий Лысенко отмечал:

От новой программы «Нереальная политика» на РЕН ТВ ощущение такое, что это беседа профи (имею в виду Колесникова) с двумя неофитами. Мне кажется, Андрею в этом проекте наиболее дискомфортно. Все-таки международными делами, особенно в формате такой передачи, должны заниматься профессиональные люди, а не Валерия или Гарик Мартиросян.